# شاپرک (فیلم ۱۹۸۰)
شاپرک (به لهستانی: Ćma) فیلمی لهستانی در سبک درام است که در سال ۱۹۸۰ منتشر شد.